# Lotte Entertainment
Lotte Entertainment (Hangul: 롯데 엔터테인먼트) là một công ty sản xuất và phân phối phim ở Hàn Quốc. Công ty được thành lập vào tháng 9 năm 2003.